# Глушата (Пермский район)
Глушата — деревня в Пермском районе Пермского края. Входит в состав Хохловского сельского поселения.

## Географическое положение
Деревня расположена в правобережной части Пермского района, на левом берегу реки Глушата, примерно в 6 км к югу от административного центра поселения, деревни Скобелевка.

## Население
| 2010 |
| ---- |
| 40   |

## Улицы
- Горнолыжная ул.
- Придорожная ул.
- Центральная ул.

## Топографические карты
- Лист карты O-40-65 Пермь. Масштаб: 1 : 100 000. Издание 1979 г.